# Henry (2015)
Henry ist ein deutsches mittellanges Spielfilmdrama des in Österreich geborenen Regisseurs Philipp Fussenegger, das am 24. Oktober 2015 bei den 49. internationalen Hofer Filmtagen seine Premiere hatte.

## Handlung
Der musisch hochbegabte, aber emotional introvertierte Henry (14) kommt zum neuen Schuljahr an ein privates und abgeschiedenes Musikinternat. Dort trifft er auf den ehrgeizigen wie selbstbewussten Mitschüler Erik (14), der als herausragender Organist das Aushängeschild der Schule ist. Henry muss in Eriks Zimmer einziehen und wird von diesem in den Schulalltag eingeführt. Dabei geraten beide zunehmend unter Druck: Der eine, weil er aus seiner Isolation gedrängt wird und der andere, weil der Neuankömmling sein Können mehr und mehr in Frage stellt. Denn Henry entdeckt nicht nur seine Faszination und Leidenschaft für das von Erik bevorzugte Orgelspiel, sondern auch erste Gefühle für Eriks Freundin.
Die beiden werden zu erbitterten Konkurrenten. Erik, Mik (14) und Sebastian (13) hänseln und sabotieren Henry, wo immer es geht. Einzig beim heimlichen Orgelspiel findet Henry die ersehnte Ruhe und Zuflucht vor den Problemen im Internat. Als schließlich die Musiklehrerin und Chorleiterin auf Henrys Talent aufmerksam wird, verschlimmert sich seine Position gegenüber den Zimmerkameraden. Erik und seine Freunde setzen alles daran, um Henry die Hölle auf Erden zu bereiten. Am Ende fließt nicht nur Blut, Erik muss zudem das Internat für immer verlassen.

## Produktion

### Produktionsgeschichte
Es handelt sich bei Henry um eine Produktion der Kunsthochschule für Medien Köln und den Diplomfilm des Regisseurs Philipp Fussenegger. Der Film hat autobiografische Züge, weil er selbst Schüler an einem Musikkonservatorium gewesen ist, was ihn in seinem Leben nach eigenen Aussagen geprägt hat.
Produziert wurde der Film von funfairfilms und der Kunsthochschule für Medien Köln in Zusammenarbeit mit der Hochschule für Fernsehen und Film München. Viele förderten das Vorhaben, wie die Film und Medien Stiftung NRW, Come On / Kultur Niederösterreich, das Land Salzburg, das Land Vorarlberg sowie das Kolleg Sankt Blasien. Trotz allem wurde die Produktion teurer als gedacht und so musste die Produktion mittels einer Crowdfunding-Aktion weitere Gelder akquirieren.
Eigens dafür stellte der Schauspieler Leon Löwentraut, der die Rolle des Mik spielt, einige seiner international gehandelten Gemälde zur Verfügung.
Auf Vimeo kann man sich das Making-Of zum Film ansehen.
Nino Böhlau, der Darsteller des Erik, lernte für seine Rolle Teile aus Chopins Revolutionsetüde zu spielen. Gedreht wurde der Film im Kolleg Sankt Blasien.

## Veröffentlichung
Henry hatte am 24. Oktober 2015 im Rahmen der 49. internationalen Hofer Filmtagen seine Premiere.
Am 9. März 2016 wurde der Film auf der Diagonale ’16 Kaleidoskop in Österreich gezeigt. Danach folgten 2016 viele Aufführungen auf den unterschiedlichsten Festivals wie in Athen, Montreal oder im französischen Fipa.
Im April 2016 während des 5. Internationalen Studentenfilmfestivals Sehsüchte lief Henry im Programm und war für den Produzentenpreis nominiert.
Im Juli 2016 wurde Henry für den deutschen First Steps Award in der Kategorie Bester mittellanger Film nominiert, den er schließlich gewann.
Kurz darauf ging der Film unter dem Label Österreichische Kurzfilmschau 2017 der Akademie des Österreichischen Films international auf Tour.

## Rezensionen
- Bayerischer Rundfunk: „Philipp Fussenegger macht vor, wie man mit wenigen Mitteln faszinierende Charaktere zeichnet – ohne zu viel zu verraten, ohne psychologisch herumzudoktern, einfach mit Bildern und Klängen, die einen fast hypnotischen Sog erzeugen.“[14]

- Jurybegründung des First Steps Awards: „Die beeindruckende und einschüchternde Kulisse des Klosters St. Blasien, Orgelpfeifen und Knabenchor, die notdürftig verdeckten Grausamkeiten eines Jungeninternats: Schnell ist klar, wer hier wem den Platz an der Orgel und damit auch in der Hierarchie des Internats streitig machen wird. Die beiden jungen Darsteller Nino Böhlau und Lukas Till Berglund sind großartige Gegenspieler – selbstbewusst aufsässig der eine, selbstbewusst schweigsam der andere. Aber mit Worten wird dieser Kampf um Genie und Geltung ohnehin nicht ausgetragen, sondern mit Orgelmusik von Bach bis Arvo Pärt, auch Chopins Revolutionsetüde spielt eine besondere Rolle. Eine bild- und klanggewaltige filmische Wucht!“[15]

## Auszeichnungen
- First Steps Award 2016: Bester mittellanger Film
- Österreichischer Filmpreis 2017 – Nominierung in der Kategorie Bester Kurzfilm